# Пшениця тверда
Пшениця тверда, арнаутка (Triticum durum або Triticum turgidum підвид. durum), це тетраплоїдний вид пшениці. Це другий найбільш культивований вид пшениці після звичайної пшениці, хоча вона становить лише від 5 % до 8 % світового виробництва пшениці. Він був розроблений штучним відбором з одомашнених штамів пшениці полби, що раніше вирощувались в Центральній Європі і на Близькому Сході близько 7000 років до н. е., де розвивалися голозерні, що вільно обмолочуються форми. Як і полба, тверда пшениця остиста (із щетиною). На Близькому Сході переважно зростає саме тверда пшениця.
Англійська назва durum у перекладі з латинської означає «твердий», і цей вид — найтвердіший з усіх пшениць. Це стосується стійкості зерна до подрібнення, зокрема крохмалевого ендосперму, що означає, що тісто, виготовлене з його борошна, є рідким або «м'яким». Це робить тверду пшеницю сприятливою для манної крупи та макаронних виробів і менш практичною для борошна, що вимагає більше роботи, ніж з гексаплоїдними пшеницями, як звичайні хлібні пшениці. Незважаючи на високий вміст білка, тверда пшениця не є міцною пшеницею у сенсі надання міцності тісту за рахунок утворення клейковинної мережі. Дурум містить 27 % вологої клейковини, що витягується, приблизно на 3 % більше, ніж у звичайній пшениці (T. aestivum L.).

## Генеалогія
Тверда пшениця — це тетраплоїдна пшениця, що має 4 набори хромосом на загальну кількість 28, на відміну від твердої червоної озимої та твердої червоної весняної пшениці, які є гексаплоїдними (6 комплектів хромосом) загалом по 42 хромосоми кожна.
Тверда пшениця виникла за допомогою міжгенеральної гібридизації та поліплоїдизації за участю двох диплоїдних (мають 2 набори хромосом) видів трав: T. urartu (2n = 2x = 14, геном AA) та диплоїду генома В, що відноситься до speltoides Aegilops (2n = 2x = 14, Геном СС) і, таким чином, є алотетраплоїдним (має 4 набори хромосом, на відміну від батьків).

## Використання
Сухі макаронні вироби (італ. pasta secca) комерційного виробництва, або паста, виготовляються майже виключно з манної крупи з твердої пшениці. Більшість домашніх свіжих макаронних виробів (італ. pasta fresca), таких як орекієтте та тальятеле, також використовують тверду пшеницю або комбінацію м'яких та твердих пшениць.
Очищене, але необроблене або грубозернисте зерно використовують для отримання манної крупи для кускусу у Північній Африці та Леванті. Зерно також використовується для левантійських страв, таких як табуле, Курт, Kibbeh, бітфун і булгур для плову. У північноафриканській кухні та левантійській кухні воно становить основу багатьох супів, каш, начинок, пудингів та випічки. Коли помел тонкий як борошно, його використовують для приготування хліба. На Близькому Сході його використовують для плоских круглих хлібів, а в Європі та інших місцях його можуть використовувати для піци або торту. кускус — страва на Близькому Сході, виготовлена з маленьких варених кульок твердої пшениці. Ізраїльський варіант кус-куса передбачає більші кульки з твердої пшениці, що на івриті називається птітім.
Борошно і манна крупа з твердої пшениці гарні для виготовлення макаронних виробів, оскільки з них створюють тісто, яке легко формується, наприклад, в листи. Технічно тісто порівняно пластичне, на відміну від міцного еластичного тіста, отриманого з хлібного борошна. Тверда пшениця багата глютеном, але він не легко доступний, оскільки ендосперм важко розбити, щоб вивільнити глютен. Таким чином, тверда пшениця менше використовується для приготування хліба. Вміст білка майже такий же великий, як і у твердої ярої або озимої пшениці, а також вміст глютену, достатній, щоб хліб піднявся. Хоча 100-відсотковий хліб із твердої пшениці існує (наприклад, пагнотте ді Енна або хліб «римачінато» з Сицилії, а також хліб Альтамура з Апулії та хліб Матера з Базиліката), у більшості випадків хлібне тісто містить лише частину твердої пшениці і значною мірою доповнено комерційним білим борошном, часто з вмістом глютену, необхідним для компенсації поганого вкладу борошна твердої пшениці в клейковинну мережу. Хліб тільки з твердої пшениці часто є щільним, містить маленькі бульбашки повітря, з відносно малою еластичною структурою (континуум). Сире тісто розділяється легко і йому легко придати форму, наприклад, для виготовлення пиріжків або макаронних виробів.
Використання пшениці для виробництва макаронних виробів було описане ще в 10 столітті Ібн Вахшія з Каїру. Північноафриканці називали продукт ітрією, звідки італійські джерела отримали термін tria (або aletría у випадку з іспанськими джерелами) протягом 15 століття.

## Виробництво
Більшість твердої пшениці, яка вирощується сьогодні, — це бурштинова тверда пшениця, зерна якої мають бурштиновий колір та більші, ніж у інших видів пшениці. Тверда пшениця має жовтий ендосперм, який надає макаронам своєрідне забарвлення. При перемелюванні твердої пшениці ендосперм перемелюється в зернистий продукт, який називається манною крупою. Манна крупа, виготовлена з твердої пшениці, використовується для макаронів преміум-класу та хліба. Також є червона тверда пшениця, яка використовується в основному для корму для худоби.
Вирощування твердої пшениці дає більший урожай, ніж інші пшениці в районах з малою кількістю опадів (3–5 дм). Хороші врожаї можна отримати за допомогою поливу, але це робиться рідко. Тверда пшениця — одна з найважливіших харчових культур Західної Азії. Хоча сорт пшениці там різноманітний, вона там широко не вирощується, і тому її потрібно імпортувати. Західна бурштинова тверда пшениця, що вирощується в Канаді в основному використовується як манна крупа / макаронні вироби, проте частина експортується до Італії для виробництва хліба.
На Близькому Сході та у Північній Африці місцеве виробництво хліба становить половину споживання твердої пшениці. Деяке борошно навіть імпортується. З іншого боку, багато країн Європи виробляють тверду речовину у комерційно значних кількостях.

### Переробка та вміст білка
Тверда пшениця піддається чотирьом процесам: очищенню, пом'якшенню, подрібненню та очищенню. Спочатку очищують тверду пшеницю, щоб видалити сторонні матеріали та усохлі та зламані ядра. Потім пом'якшується до вологості, посилюючи насіннєву оболонку для ефективного відділення висівок та ендосперму. Подрібнення твердої пшениці — це складна процедура, що включає повторне подрібнення та просіювання. Правильне очищення призводить до максимального виходу манної крупи та найменшої кількості порошку висівок.
Для отримання хліба тверду пшеницю перемелюють у борошно. Борошно змішується з водою для отримання тіста. Змішані кількості змінюються, залежно від кислотності суміші. Тісто змішується з дріжджами і теплою водою, а потім годину бродить.
Якість отриманого хліба залежить від вязкоупругих властивостей клейковини, білкового вмісту і білкової композиції. В знежиреному борошні міститься близько 12 % загального білка порівняно з 11 % у звичайній пшениці, тверда пшениця дає 27 % екстрагованої мокрої клейковини порівняно з 24 % у звичайній пшениці.

## Проблеми зі здоров'ям
Оскільки тверда пшениця містить глютен вона не підходить людям з порушеннями, пов'язаними з глютеном, такими як целіакія, чутливість до целіакієвого глютену та алергія на пшеницю.